# マッサ
マッサ（伊: Massa ( 音声ファイル)）は、イタリア共和国トスカーナ州にある都市で、人口約66,000人の基礎自治体（コムーネ）。マッサ＝カッラーラ県の県都である。

## 地理

### 位置・広がり

#### 隣接コムーネ
隣接するコムーネは以下の通り。括弧内のLUはルッカ県所属を示す。
- カッラーラ
- フィヴィッツァーノ
- ミヌッチャーノ (LU)
- モンティニョーゾ
- セラヴェッツァ (LU)
- スタッツェーマ (LU)
- ヴァーリ・ソット (LU)

### 市街
中心市街はマラスピーナの15世紀の城周りに発展している。
現在のマッサは主に夏のリゾート地として栄えている。地元では夏の間に観光客相手に商売をする人が主で、秋から春にかけてはスイスなどの別荘で過ごす人が多い。

### 気候分類・地震分類
マッサにおけるイタリアの気候分類 (it) および度日は、zona D, 1525 GGである。
また、イタリアの地震リスク階級 (it) では、zona 3 (sismicità bassa) に分類される。

## 歴史
15世紀から19世紀にかけてマッサは独立した公国の首都だった。公国以後マッサとカッラーラはマラスピーナ家とチボ＝マラスピーナに支配されていた。
1829年以後はオーストリアのエステ家のモデナ公領として過ごし、1859年サルデーニャ王国に併合された。

## 行政

### 分離集落
マッサには以下の分離集落（フラツィオーネ）がある。
- Altagnana, Alteta, Antona, Baita, Bargana, Bergiola, Bondano, Borgo del Ponte, Bozzone, Ca' di Cecco, Caglieglia, Campareccia, Canevara, Capaccola, Casania, Casette, Casone, Castagnara, Castagnetola, Castagnola, Cervara, Cinque Vie, Ciremea, Codupino, Cupido, Forno, La Gioconda, Gotara, Gronda, Grondini, Guadine, Le Iare, Lavacchio, Marina di Massa, Mirteto, Monte Pepe, Ortola, Pariana, Partaccia, Pian della Fioba, Poggi, Poggiolo, Poggioletto, il Ponte, Porneta, Poveromo, Poveromo Macchie, Pratta, Puliche, Quercioli, Redicesi, Remola, Resceto, Ricortola, Rinchiostra, Rocca, Romagnano, Ronchi, San Carlo Terme, San Cristoforo, San Leonardo, San Lorenzo, Santa Lucia, Il Santo, Sei ponti, Tombara, Turano, Vergheto, Le Villette, Volpigliano, Zecca.

## 社会
隣に位置するフォルテ・デ・マルメは大理石輸出世界一を誇る、大理石の塊の山を背後に持つ町で、欧州各国からの富豪たちが夏の休暇を過ごす隠れ家としても有名。

## 姉妹都市
- バート・キッシンゲン（ドイツ語版）、ドイツ
- ヴェルノン、フランス
- ノヴィ・ソンチ、ポーランド